# Genista cephalantha
Genista cephalantha är en ärtväxtart som beskrevs av Édouard Spach. Genista cephalantha ingår i släktet ginster, och familjen ärtväxter.

## Underarter
Arten delas in i följande underarter:
- G. c. cephalantha
- G. c. demnatensis